# 狗公岭遗址
狗公岭遗址，位于中国广东省韶关市始兴县罗坝镇角田村，为始兴县的一个县级文物保护单位，类型为古遗址，公布时间为1990年7月13日。
狗公岭遗址的历史年代为新石器时代。